# Okręty podwodne typu J3
Okręty podwodne typu J3 – typ japońskich okrętów podwodnych z czasów II wojny światowej, zwodowanych w latach 1935-1936 w dwóch egzemplarzach - jednostek I-7 w stoczni Kure oraz I-8 w stoczni Kawasaki. Ten typ okrętów był powiększoną wersją jednostek typu J2, zostały też uznane za okręty flagowe swoich eskadr. W 1943 roku karabiny 13,2 mm zostały zastąpione podwójnym działkiem przeciwlotniczym kalibru 25 mm, zaś w połowie 1943 roku I-8 w miejsce działa 140 mm I-8 otrzymał podwójne działo o tym samym kalibrze. Pod koniec 1944 roku I-8 został poddany przebudowie uzdatniającej do przenoszenia żywych torped kaiten, co wymagało jednak usunięcia działa, hangaru oraz katapulty samolotu, w celu zastąpienia ich stelażem dla czterech torped. 31 sierpnia 1943 roku, I-8 jako jedyny japoński okręt zakończył z powodzeniem podróż do Europy, zawijając do niemieckiej bazy w Breście. 5 lipca 1943 roku niedaleko Kiska amerykański niszczyciel USS "Monaghan" (DD-354) zatopił I-7, natomiast 3 marca 1945 roku w pobliżu Okinawy niszczyciele USS "Morrison" (DD-560) i "Stockton" (DD-646) zatopiły I-8.